# Colonización española de las Antillas Neerlandesas
La Colonización española de las Antillas Neerlandesas se desarrolló entre finales del siglo XV y principios del XVII, manteniéndose en manos españolas hasta los años 30 del siglo XVII, década en la que las islas fueron cayendo en manos neerlandesas. Así, Curazao fue ocupada por las Provincias Unidas de los Países Bajos en 1634, Aruba y Bonaire en 1636. Perdiéndolas definitivamente la provincia de Venezuela. También Saba y San Eustaquio fueron ocupadas por los neerlandeses en 1636, pero San Martín no sería ocupada por los holandeses y franceses definitivamente hasta 1648. La ocupación española fue más efectiva –aunque pequeña– en las islas mayores (Curazao, Aruba y Bonaire), que en las menores, las cuales, aunque oficialmente españolas, no fueron ocupadas, salvo San Martín entre 1633 y 1648. Con el objetivo de privar de sal a los holandeses.

## General
Las islas de Curazao, Aruba, Bonaire junto a las pequeñas Antillas fueron denominadas inicialmente por los españoles como Islas Inútiles, debido a la carencia de oro en ellas.
A la llegada de los españoles Curazao, Aruba y Bonaire estaban pobladas por los caquetíos de la familia arahuaca. 
Fueron descubiertas por Alonso de Ojeda, quien avistó Curazao (la llamó Isla de Los Gigantes) y desembarcó en Aruba en 1499, haciéndolas parte de su efímera Gobernación de Coquibacoa, otorgada por los reyes a espaldas de Cristóbal Colón.
El 6 de junio de 1508 el rey nombró a Ojeda como gobernador de Nueva Andalucía, incluyendo a las tres islas.
En 1513 la población de las tres islas fue trasladada a Santo Domingo para trabajar en las minas de cobre.
En 1519, a solicitud del factor o delegado de la Real Hacienda de Santo Domingo, Juan Martín de Ampués o Ampiés, los habitantes originarios de Curazao, Aruba, Bonaire y de la Tierra Firme cercana (a quienes denominaron guatiaos), fueron declarados "amigos de los españoles" por los padres jerónimos que gobernaban en Santo Domingo y se los preservó de expediciones esclavistas, ya que Ampués se impresionó por la inteligencia de los mismos al tomar contacto con ellos y quiso convertirlos al cristianismo.
En 1520 Ampués envió tres expediciones a las islas, devolviendo a Curazao a 25 indígenas capturados previamente, enviados en la primera expedición. En la segunda, llegaron a Aruba y a Curazao 6 españoles para intentar evangelizar a los indígenas y en la tercera llegaron un albañil y un carpintero para construir una misión.
Ese año el virrey Diego Colón otorgó a Ampués una carta de mamparo para los indios de las islas inútiles, mediante la cual los indígenas serían protegidos de la esclavitud y Ampués podría poblar las islas, como una especie de protector de las mismas.
Una cuarta expedición fue enviada en 1522 al mando de Gonzalo de Sevilla, quien estuvo un año y medio en las islas trabando amistad con los indígenas.
Ampués fundó Coro en Tierra Firme en 1527 y en 1528 fue reemplazado por Ambrosio Alfínger, un representante de la Casa de los Welser de Augsburgo, quienes recibieron del rey Carlos I el gobierno de la Provincia de Venezuela.
Asimismo, una de las referencias más antiguas sobre el nombre de la isla, se encuentra en el archivo del Registro Público Principal de la ciudad de Caracas (Venezuela). Un documento fechado el 9 de diciembre de 1595 especifica que Francisco Montesinos, cura y vicario de "las Islas de Curasao, Aruba y Bonaire" le confería un poder a Pedro Gutiérrez de Lugo, estante en Caracas, para que cobrara de las Reales Cajas de Su Católica Majestad Don Felipe II, el salario que le correspondía por su oficio de cura y vicario de las islas.
La Compañía Neerlandesa de las Indias Occidentales durante la Guerra de los Ochenta Años, en una expedición al mando de Johannes van Walbeeck, conquistó Curazao en 1634 y Aruba y Bonaire en 1636, desalojando definitivamente a los españoles a pesar de la obstinada defensa que hicieron López de Moria y Juan Matheos. La reducida colonia española y casi toda la población de los indígenas arahuacos, que se negaron a jurar obediencia a los Países Bajos, fueron expulsados y se refugiaron en las costas de Venezuela.

## Aruba
España colonizó Aruba desde 1499 por un período aproximado de un siglo. Los primeros europeos que hacen referencia a Aruba son Americo Vespucio y Alonso de Ojeda. Vespucio, en una de sus cuatro cartas a Lorenzo di Pierfrancesco de Médicis, describió su viaje a las islas a lo largo de la costa de Venezuela. Escribió sobre una isla donde la mayoría de los árboles son de madera de brasil y, de esta isla, fue a una a diez leguas de distancia, donde se habían construido las casas como en Venecia. En otra carta, se describe una pequeña isla habitada por gente muy grande. Aunque Vespucio se jactaba de conocer la isla, él y Ojeda fueron guiados probablemente allí por los nativos de las islas cercanas. Ambos describieron Aruba como una "isla de los gigantes", refiriéndose a la estatura relativamente grande de los nativos caquetíos en comparación con la de los europeos. Ojeda también se refirió a la isla como "Oro Hubo" (hubo oro). El oro, sin embargo, no se descubriría en Aruba, hasta pasados otros 300 años. Vespucio regresó a España con algodón y palo de brasil de la isla y describieron casas construidas en el océano. Las crónicas de Vespucio y Ojeda estimularon el interés por Aruba, los españoles pronto colonizaron la isla. 
El cacique o jefe indio en Aruba, Simas, acogió con satisfacción a los primeros sacerdotes en Aruba y recibió de ellos una cruz de madera como regalo. En 1508, Alonso de Ojeda fue designado como el primer gobernador español de Aruba, como parte de la "Nueva Andalucía". En 1515, los españoles transportaron a toda la población a la isla de La Española para trabajar en las minas de cobre. A la mayoría se le permitió regresar cuando las minas estaban intervenidos fuera.
Por otro lado, una de las referencias más antiguas sobre el nombre de la isla, se encuentra en el archivo del Registro Público Principal de la ciudad de Caracas (Venezuela). Una Cédula real decretada en noviembre de 1525, otorga a Juan Martínez de Ampués, factor de La Española, el derecho a repoblar las islas inútiles de Oroba (Aruba), Islas de los Gigantes (Curazao) y Buon Aire (Bonaire).  Sin embargo, en 1528, Ampiés fue sustituido por un representante de la "Casa de Welser". En 1588 aparece en Madrid la Elegías de varones ilustres de Indias, de Juan de Castellanos, poeta, cronista y sacerdote español, que menciona a Juan Martínez de Ampués y las tres Islas.  
Un documento fechado el 9 de diciembre de 1595 específica que Francisco Montesinos, cura y vicario de "las Yslas de Curasao, Aruba y Bonaire" le confería un poder a Pedro Gutiérrez de Lugo, estante en Caracas, para que cobrara de las Reales Cajas de Felipe II, el salario que le correspondía por su oficio de cura y vicario de las islas.
En 1678, en la obra de Exquemelin se constata que los indios en Aruba hablan español y que una vez al año viene un párroco de Coro.  
La isla de Aruba fue conquistada por los Países Bajos, por la Compañía Neerlandesa de las Indias Occidentales, en 1636; y mantuvo su control, por casi dos siglos.

### Contribuciones culturales
Aruba tiene una fiesta conocida como el "Dia di San Juan" (Día de San Juan). En ella, los arubeños se visten con una camisa roja y amarilla tradicional y un pantalón negro para representar el fuego durante el Día de la celebración de San Juan. Esta celebración proviene de una combinación de festivales de cosecha de los arahuacos precristianos y los trabajos de misioneros españoles para combinarlos con la celebración de San Juan. Aruba es uno de los países en el mundo que se divierten este día con el baile y el canto. Durante la celebración un cantante interpretará un tradicional "dera gai" (enterrar el gallo) mientras los participantes (actores) acompañan la canción con el tambor (bidón), el violín, y el instrumento local llamado wiri. Mientras ellos cantan, escogerán a alguien para tratar de golpear un gallo falso con sus ojos cerrados. Cuando la persona golpea al falso gallo, esto traerá un maravilloso olor. Este maravilloso olor viene de la fruta llamada calabaza de peregrino.

## Curazao

### Periodo español
Curazao fue en 1499 descubierto por el español Alonso de Ojeda. En ese momento se estimaba que había 2000 taínos en la isla.
El 6 de junio de 1508 nombró el entonces Rey Fernando II de Aragón a Ojeda gobernador de Nueva Andalucía, las tres islas pertenecían a esta audiencia. En 1515, casi todos los taínos fueron llevados como esclavos a La Española. En 1519 hubo una acción organizada por los habitantes de las islas para evitar convertirse al cristianismo. Tampoco la trata de esclavos se salvó en las islas. Los españoles se establecieron permanentemente en la isla en 1527. La isla, sin embargo, es controlada desde Coro, una de las ciudades españolas de Venezuela. Los españoles importaron muchas especies exóticas a Curazao, tales como los caballos, ovejas, cabras, cerdos y ganado (provinientes de Europa o de una de las colonias españolas). También los españoles plantaron varios árboles y plantas exóticas como los naranjos. 
Esto era a menudo una cuestión de prueba y error. De ahí que también llegaran a conocer y usar los cultivos y métodos agrícolas de los taínos. El ganado fue conducido por los taínos y españoles. Ovejas, cabras y vacas tuvieron un mejor desempeño relativamente. Según fuentes históricas, había miles de personas en la isla. Sin embargo, la agricultura fue significativamente peor, ya que los ingresos de la agricultura de Curazao fueron decepcionantes y no había ningún metal precioso que encontraran los españoles, llamando a la isla "isla inútil".
En las últimas décadas de la ocupación española de Curazao, esta fue utilizado para criar animales de gran tamaño. Los españoles vivían cerca de Santa Bárbara, Santa Ana y en las aldeas de la parte occidental de la isla. 
La Compañía Neerlandesa de las Indias Occidentales conquistó las isla en agosto de 1634 comandada por Johannes van Walbeeck, a pesar de la obstinada defensa que hicieron Lope López de Moria y Juan Matheos que envenenaron los pozos y se retiraron al oeste de la isla. La reducida colonia española y casi toda la población de los indígenas arahuacos, que se negaron a jurar obediencia a los Países Bajos, fueron expulsados y se refugiaron en las costas de Venezuela. En 1636, hizo lo propio con Bonaire y Aruba. En este período, la Guerra de los Ochenta Años todavía estaba en curso. Con esta acción Walbeeck expulsó a los españoles definitivamente de las islas.

### La Westindische Compagnie
La Compañía de las Indias Occidentales (WIC), firmó su ocupación oficial de la isla en agosto de 1634 con la rendición de los españoles en San Juan. Los 30 españoles presentes en la isla y una gran parte de los taínos fueron llevados por los holandeses a Venezuela. Aproximadamente 30 familias taínos podía seguir viviendo en la isla. El motivo de la invasión y conquista fue que la WIC estaba buscando una base para el comercio y el corso. Curazao también tenía el mejor puerto conocido hasta ahora en el Caribe. Además, la WIC buscó una buena fuente de sal y Curazao tenía madera, ganado, cal y combustible.
Los españoles planearon recuperar Curazao. La información sobre las tropas, fortificaciones, puestos de avanzada, víveres y municiones fueron recogidas en tres formas. Indios que vivían en Curazao fueron secuestrados e interrogados, así como los que fueron a buscar sal en la costa de Venezuela fueron capturados e interrogados. Finalmente los españoles enviaron espías a Curazao. Había dos sitios obvios de desembarco: Piscaderabaai y el Agua español. Schottegat estaba demasiado bien defendido. Los españoles trajeron sus planes y llevaron a una serie de naves, pero mientras se dirigían a la isla, la nave fue atacada por una tormenta y Curazao nunca fue alcanzado. Según creía la WIC, las fuerzas españolas eran más fuertes y probablemente habrían ganado.
En el siglo XVIII, Curazao intentó comerciar con Venezuela y otras colonias españolas, pero esto fue impedido por los guardacostas españoles.

## Bonaire
En 1499 desembarcan Alonso de Ojeda y Américo Vespucio como los primeros europeos en Bonaire. Ocuparon la isla para España. Debido a que Bonaire no tenía oro y no era apta para la agricultura, los españoles no necesitaron fundar una colonia allí. Los indios fueron esclavizados para atender las plantaciones en América del Sur. En 1526 los españoles introdujeron el ganado en Bonaire. Como consecuencia, los burros y cabras de la isla quedaron en estado salvaje. 
Mientras, los piratas se asentaron en el municipio de Rincón, un valle situado entre las colinas y seguro para los piratas, donde establecieron una comunidad. La gente de esta comunidad eran en su mayoría presos y prisioneros de guerra.
En 1636 Holanda conquistó Bonaire, que hasta ese momento había sido español. Se quedó bajo la autoridad de Wouter van Twiller, el nuevo gobernador de los Países Bajos, y bajo la administración de la Compañía de las Indias Occidentales. En 1642 el gobernador de Venezuela Ruy Fernández de Fuenmayor viajó a Bonaire para atacar, desde allí, a Curazao con el fin de recuperar esa isla para España (ocupada por los holandeses desde 1634), pero fue derrotado. En represalia, corsarios holandeses e ingleses aprovecharon la ocasión y atacaron varias ciudades de Venezuela.

## El descubrimiento y anexión español de las otras islas de las Antillas neerlandesas
Colón descubrió las islas de San Eustaquio, Saba y San Martín en 1493, descubriendo la última de ellas el 11 de noviembre de ese año, el día de San Martín (de ahí el nombre de la isla).  Por su parte, bautizó a Saba con el nombre de San Cristóbal.  Así, las tres islas fueron anexionadas oficialmente a España, pero no hubo ningún español que se asentara en ellas.
Fue en 1636 cuando Holanda ocupó San Eustaquio, designando un gobernador para esa isla, y Saba (ocupado por el gobernador de la isla anterior para la Compañía de las Indias Occidentales en 1640). Así, esas islas se poblaron por británicos, irlandeses y esclavos africanos. 
Por otra parte, respecto al caso de San Martín, aunque la isla fue también abandonada por los españoles y ocupada por franceses y holandeses en 1630 principalmente por la búsqueda de sal, estos fueron expulsados por los españoles tres años después. En 1644 los españoles mantuvieron la isla gracias a su victoria en el ataque a San Martín. Con la Paz de Munster los españoles se retiraron. El 23 de marzo de 1648 Francia y la República de los Países Bajos firmaron un acuerdo (Tratado de Concordia), en que se dividían la isla.